# Google Nexus
Pour les articles homonymes, voir Nexus.
Google Nexus est une gamme d'appareils tournant sous le système Android produit par Google en coopération avec différents constructeurs. Les modèles Nexus n'ont pas de surcouche constructeur ou de surcouche opérateur, et ont un chargeur d'amorçage facilement déverrouillable pour permettre plus de développement et de modifications système. Les modèles Nexus sont les premiers modèles Android à recevoir les mises à jour du système,,. Le Galaxy Nexus sorti en novembre 2011 est l'un des smartphones recommandés par l'Android Open Source Project pour Android. Les derniers modèles dans la série sont le Nexus 4 sorti en novembre 2012, le Nexus 5, disponible depuis le 31 octobre 2013, et le Nexus 6, sorti en novembre 2014. Les deux premiers smartphones étaient coproduits par Google et LG, tandis que le Nexus 6 est fabriqué par Motorola (après le rachat par Google en 2011, la société est revendue à Lenovo en 2014). Les premières tablettes furent la Nexus 7, fabriquée par Asus et la Nexus 10 produite par Samsung. Elles furent remplacées en novembre 2014 par la Nexus 9, fabriquée par HTC. Il existe également des smartphones d'autres constructeurs Android, ayant une variante Google Play Edition, sans surcouches constructeurs, tout comme les Nexus.
Isa Dick Hackett, fille du romancier Philip K. Dick, et plusieurs blogueurs pensent que le terme Nexus est une référence au roman Les androïdes rêvent-ils de moutons électriques ? de Dick dans lequel des androïdes sont désignés sous le modèle Nexus 6.
En 2016, Google annonce sa nouvelle gamme baptisée Google Pixel, se composant en plus de la tablette Pixel C sortie en 2015, des smartphones Pixel et Pixel XL, qui sont conçus par le constructeur taïwanais HTC et entièrement développés par la firme américaine.

## Smartphones

### Nexus One
Le Nexus One, fabriqué par HTC, fut dévoilé en janvier 2010 comme le premier smartphone Nexus. Il est sorti avec Android Eclair, et a été mis à jour en mai 2010 pour être le premier smartphone avec Android Froyo, puis vers Android Gingerbread. Il a été annoncé que le Nexus One ne serait pas mis à jour vers Android Ice Cream Sandwich, à cause du processeur graphique (GPU Adreno) qui, selon Google, ne permet pas de gérer correctement le nouveau moteur d'accelération graphique 2D de l'interface utilisateur de Android Ice Cream Sandwich ; le Nexus S, son successeur, avait un processeur permettant cette mise à jour.

### Nexus S
Le Nexus S, fabriqué par Samsung, fut dévoilé en décembre 2010 pour coïncider avec la sortie de Android Gingerbread. En décembre 2011, il fut mis à jour vers Android Ice Cream Sandwich puis vers Android Jelly Bean durant le mois de juillet 2012 pour la plupart de ses variantes.

### Galaxy Nexus
Le Galaxy Nexus, fabriqué par Samsung, fut dévoilé en novembre 2011 pour coïncider avec la sortie de Android Ice Cream Sandwich. Il fut mis à jour vers Android Jelly Bean durant le mois de juillet 2012. Ce modèle fut commercialisé au Brésil sous le nom « Galaxy X » à cause des droits sur la marque « Nexus » au Brésil.

### Nexus 4
Le Nexus 4, fabriqué par LG, est le premier smartphone Android tournant sous la mise à jour Android 4.2 Jelly Bean. Le Nexus 4 a un écran tactile de 4,7 pouces Gorilla Glass 2 possédant une définition de 1280 × 768, un processeur Qualcomm Snapdragon S4 Pro cadencé à 1,5 GHz, une caméra principale de 8 Mégapixels, une caméra frontale de 1,3 Mégapixel, et est le premier modèle Nexus pouvant être rechargé par induction. Sur Google Play, à sa sortie et jusqu'au 27 août 2013, son prix va de 299 € pour la version 8 Go à 349 € pour la version 16 Go. Le 28 août 2013, son prix baisse pour atteindre les 199 € pour la version 8 Go et 249 € pour la version 16 Go. Le 20 septembre 2013, les deux versions ne sont plus disponibles à la vente.

### Nexus 5
Le Nexus 5, fabriqué par LG, est le cinquième smartphone dans la liste des modèles Nexus. Il est le premier smartphone tournant sous la mise à jour Android 4.4 KitKat. Il est disponible à la vente depuis le 31 octobre 2013 sur le Google Play Store. Il est décliné en 2 versions concernant la capacité mémoire du smartphone : 16 Go et 32 Go. De plus, chaque modèle est disponible en noir, en blanc et en rouge.

### Nexus 6
Le Nexus 6, fabriqué par Motorola, est le sixième de la gamme Nexus. Il a été annoncé officiellement le 15 octobre 2014 via un billet de blog (comme ce fut le cas pour le Nexus 5) et fut disponible à la vente le 3 novembre 2014. Il est le premier smartphone tournant sous Android 5.0 Lollipop. Il possède un écran de près de 6 pouces. Il se positionne dans le très haut de gamme, et donc vendu à un prix élevé. Il est décliné en version 32 et 64 Go.

### Nexus 5X
Le Nexus 5X, fabriqué par LG, est disponible en France depuis le 2 novembre 2015. Les 2 grandes nouveautés par rapport au Nexus 5 sont l'ajout d'un lecteur d'empreinte digitale, ainsi que la prise USB Type-C. Il est le premier smartphone sous Android 6.0 Marshmallow, il possède un écran de 5,2 pouces avec une définition de 1920 × 1080 et il est décliné en version 16 Go et 32 Go.

### Nexus 6P
Le Nexus 6P, fabriqué par Huawei, est le premier smartphone de la gamme Nexus provenant d'un fabricant chinois. Il présente les mêmes nouveautés et a été lancé en même temps que le Nexus 5X. Il possède un écran QHD (2560 × 1440) de 5,7 pouces et il est décliné en version 32 Go, 64 Go et 128 Go.

### Nexus 2016
2016 voit la fin de la gamme Nexus au profit de la gamme Google pixel.
| Modèle                   | Nexus One | Nexus S | Galaxy Nexus | Nexus 4 | Nexus 5 | Nexus 6 | Nexus 5X | Nexus 6P |
| ------------------------ | --- | --- | --- | --- | --- | --- | --- | --- |
| Constructeur             | HTC | Samsung | Samsung | LG | LG | Motorola | LG | Huawei |
| Nom de code              | Passion | Soju | Maguro | Mako | Hammerhead | Shamu | Bullhead | Angler |
| Date de lancement        | janvier 2010 | décembre 2010 | novembre 2011 | 13 novembre 2012 | 31 octobre 2013 | 3 novembre 2014 | 2 novembre 2015 | 2 novembre 2015 |
| État de vente            | Arrêtée le 19 juillet 2011 | Arrêtée en 2012 | Arrêtée en 2012 | Arrêtée le 20 septembre 2013 | Arrêtée le 12 mars 2015 | Arrêtée en 2015 | Arrêtée en octobre 2016 | Arrêtée en octobre 2016 |
| État du support logiciel | Arrêté depuis Octobre 2011 | Arrêté depuis Novembre 2012 | Arrêté depuis Juillet 2013 | Arrêté depuis Septembre 2015 | Arrêté depuis Octobre 2016 | Arrêté depuis Octobre 2017 | Mises à jour de sécurité uniquement, jusqu'en novembre 2018                                                                          | Mises à jour de sécurité uniquement, jusqu'en novembre 2018                                                                          |
| Image                    | | | | | | | | |
| Version de base          | Eclair 2.1 | Gingerbread 2.3 | Ice Cream Sandwich 4.0 | Jelly Bean 4.2 | Kit Kat 4.4 | Lollipop 5.0 | Marshmallow 6.0 | Marshmallow 6.0 |
| Version actuelle         | Gingerbread 2.3.6 | Jelly Bean 4.1.2 | Jelly Bean 4.3 | Lollipop 5.1.1 | Marshmallow 6.0.1 | Nougat 7.1.1 | Oreo 8.1.0 | Oreo 8.1.0 |
| Réseaux                  | - GSM/EDGE/GPRS (850, 900, 1800 et 1 900 MHz) - 3G (850, 1900 et 2 100 MHz ou 900, 1700 et 2 100 MHz)                                                                                             | - GSM/EDGE/GPRS (850, 900, 1800 et 1 900 MHz) - 3G WCDMA/HSPA (AWS : 850, 1900 et 2 100 MHz ou UMTS : 900, 1700 et 2 100 MHz) - CDMA2000 (Version 4G)                                                                                          | - GSM/EDGE/GPRS (850, 900, 1800 et 1 900 MHz) - 3G UMTS/HSUPA/HSDPA (850, 900, 1700, 1900 et 2 100 MHz) - LTE (Version 4G uniquement) | - GSM/EDGE/GPRS (850, 900, 1800 et 1 900 MHz) - 3G UMTS/HSPA+/DC-HSPA+ (850, 900, 1700, 1900 et 2 100 MHz) - LTE (1 700 MHz, désactivé par défaut) | - GSM/EDGE/GPRS (850, 900, 1800 et 1 900 MHz) - 3G UMTS/HSPA+/DC-HSPA+ (850, 900, 1700, 1900 et 2 100 MHz) - LTE | - GSM/EDGE/GPRS (850, 900, 1800 et 1 900 MHz) - 3G UMTS/HSPA+/DC-HSPA+ (850, 900, 1700, 1900 et 2 100 MHz) - HSPA+ (42 Mbit/s) - LTE | - GSM/EDGE/GPRS (850, 900, 1800 et 1 900 MHz) - 3G UMTS/HSPA+/DC-HSPA+ (850, 900, 1700, 1900 et 2 100 MHz) - HSPA+ (42 Mbit/s) - LTE | - GSM/EDGE/GPRS (850, 900, 1800 et 1 900 MHz) - 3G UMTS/HSPA+/DC-HSPA+ (850, 900, 1700, 1900 et 2 100 MHz) - HSPA+ (42 Mbit/s) - LTE |
| Vitesses de connexion    | - GPRS Classe 10 - HSUPA 2 Mbit/s - HSDPA 7,2 Mbit/s | - HSUPA 5,76 Mbit/s - HSDPA 7,2 Mbit/s - WiMAX (Version 4G) | - HSUPA 5,76 Mbit/s - HSDPA 21 Mbit/s | HSDPA 42 Mbit/s HSPA+ DC-HSPA+ | HSDPA 42 Mbit/s HSPA+ DC-HSPA+ | HSDPA 42 Mbit/s HSPA+ DC-HSPA+ | HSDPA 42 Mbit/s HSPA+ DC-HSPA+ | HSDPA 42 Mbit/s HSPA+ DC-HSPA+ |
| Dimensions               | 119 × 59,8 × 11,5 mm | 123,9 × 63,0 × 10,8 mm | 135,5 × 67,94 × 8,94 mm (ou 9,47 mm, version LTE) | 133,9 × 68,7 × 9,1 mm | 137,84 × 69,17 × 8,59 mm | 159,26 x 82,98 x 3,8-10,06 mm | 146,9 x 72,5 x 8-9,8 mm | 159,3 × 77,8 × 7,3 mm |
| Poids                    | 130 g | 129 g (Version AMOLED) 140 g (Version Super LCD) | 135 g | 139 g | 130 g | 184 g | 135 g | 178 g |
| Processeur               | 1 GHz Qualcomm Scorpion | 1 GHz mono-cœur ARM Cortex-A8 | 1,2 GHz double-cœur ARM Cortex-A9 | 1,5 GHz Qualcomm Snapdragon S4 Pro quadruple-cœur Krait | 2,3 GHz Qualcomm Snapdragon 800 quadruple-cœur Krait 400 | 2,7 GHz Qualcomm Snapdragon 805 quadruple-cœur Krait 450                                                                             | 1,8 GHz Qualcomm Snapdragon 808 | 2,0 GHz Qualcomm Snapdragon 810 v2.1 octa-core 64-bit                                                                                |
| Processeur graphique     | Qualcomm Adreno 200 | 200 MHz PowerVR SGX 540 GPU | 307 MHz PowerVR SGX540 | Adreno 320 | Adreno 330 | Adreno 420 | Adreno 418 | Adreno 430 |
| Mémoire vive             | 512 Mo | 512 Mo | 1 Go | 2 Go | 2 Go | 3 Go | 2 Go | 3 Go |
| Espace de stockage       | 512 Mo (190 Mo de stockage d'application) | 16 Go iNAND 1 Go de stockage interne partitioné | 16 ou 32 Go, | 8 ou 16 Go | 16 ou 32 Go | 32 ou 64 Go | 16 ou 32 Go | 32, 64 ou 128 Go |
| Mémoire extensible       | Entrée microSD extensible jusqu'à 32 Go | Non | Non | Non | Non | Non | Non | Non |
| Alimentation             | Batterie de 1 400 mAh Li-ion amovible | Batterie de 1 500 mAh Li-ion amovible | Batterie de 1 750 mAh (HSPA+ version) 1,850 mAh (version LTE) amovible | Batterie de 2 100 mAh lithium-polymère inamovible | Batterie de 2 300 mAh Lithium-polymère inamovible | Batterie de 3 220 mAh Lithium-polymère inamovible                                                                                    | Batterie de 2700 mAH | 3 450 mAh |
| Caractéristiques         | - Multi-touch Écran capacitif - Accéléromètre - A-GPS - Capteur de luminosité - Compas digital - Capteur de proximité - Bouton (informatique)s - Trackball                                        | - gyroscope - Accéléromètre - Capteur de luminosité - Écran capacitif avec des touches sensitives - Compas digital - Microphone - Capteur de proximité - Bouton (informatique)s - WiFi Hotspot - USB tethering - Écran anti-graisse - SIP VoIP | - Multi-touch, Écran capacitif - Accéléromètre - gyroscope - A-GPS - Baromètre - Compas digital - Capteur de proximité - Double-microphone pour Contrôle actif du bruit - WiFi Hotspot - Wi-Fi Direct - USB tethering - Écran anti-graisse | - Multi-touch, Écran capacitif - Accéléromètre - gyroscope - A-GPS (compatible Glonass) - Baromètre - Compas digital - Capteur de proximité - Double-microphone pour Contrôle actif du bruit - WiFi Hotspot - Wi-Fi Direct - USB tethering - Écran anti-graisse | - Multi-touch, Écran capacitif - Accéléromètre - gyroscope - A-GPS (compatible Glonass) - Baromètre - Compas digital - Capteur de proximité - Double-microphone pour Contrôle actif du bruit - WiFi Hotspot - Wi-Fi Direct - USB tethering - Écran anti-graisse | | | |
| Écran                    | - Première version: AMOLED - Seconde version: SuperLCD - 99 mm - 800 × 480 px, 254 ppi - (0,38 mégapixels) - 3:5 ratio WVGA - 24-bit color - 100,000:1 ratio de contraste - 1 ms temps de réponse | - 800 × 480 px (0.37 mégapixels) - une diagonale de 4.0' - 233 ppp, - WVGA AMOLED Pentile ou Super LCD (GT-i9023) | - une diagonale de 4.65' HD Super AMOLED avec la technologie Matrix (PenTile) - 1 280 × 720 px - 316 ppp ratio 16:9 - 10 µs temps de réponse                                                                                               | - une diagonale de 4.7' IPS avec technologie Gorilla Glass 2 - 1 280 × 768 px (320 ppp) | - une diagonale de 4.95' IPS avec technologie Gorilla Glass 3 - 1 920 × 1 080 px (445 ppp) | - une diagonale de 5,96' AMOLED - 2 560 × 1 440 px (493 ppp)                                                                         | 5,2' Plastic-OLED 1080 x 1920 pixels (423 ppp)                                                                                       | 5,7" WQHD 2560 x 1440 (518 ppp) AMOLED                                                                                               |
| Caméra arrière           | - 5 mégapixel (2048 × 1536) - flash LED - 720 × 480 vidéo à 20 Images par seconde ou supérieur | - 5 mégapixel (2,560 × 1,920) - Flash | - 5 MP (2592 × 1936) - zéro temps de latence, LED Flash - 1080p enregistrement de vidéo (1920 × 1080) à 24 fps) | 8 MP capteur de luminosité arrière sensor avec un flash LED 1080p enregistrement de vidéo à 30 fp/s | 8 MP capteur de luminosité arrière sensor avec un flash LED 1080p enregistrement de vidéo à 30 fp/s et stabilisation d'image optique (OIS) | 13 MP capteur de luminosité arrière avec double flash LED f/2.0 4K enregistrement vidéo à 30 fp/s                                    | 12,3 Mpx | 12.3 MP2 pixels 1.55 μm ouverture f/2.0 autofocus IR laser capture video 4K à 30fps double flash large spectre ralenti x10 à 240fps  |
| Caméra frontale          | Non | VGA (640 × 480) | 1.3 MP, Enregistrement 720p (1280 x 720 à 30 fps) | 1.3 MP, Enregistrement 1080p à 30 fps | 1.3 MP, Enregistrement 1080p à 30 fps | 2 MP | 5 Mpx | 8 Mpx pixels 1.4 μm ouverture f/2.4 capture video HD à 30fps                                                                         |
| Carte SIM                | Mini-SIM | Mini-SIM | Mini-SIM | Micro-SIM | Micro-SIM | Nano-SIM | Nano-SIM | Nano-SIM |
| Formats supportés        | - Audio AAC, AAC+, eAAC+, AMR-NB, AMR-WB, MP3, MIDI, OGG, WAVE - Image BMP, GIF, JPEG, PNG Vidéo H.263, H.264, MPEG-4 SP                                                                          | - Audio AAC, AAC+, eAAC+, AMR, AMR-NB, MP3, OGG - Vidéo H.264, H.263, MPEG-4, VP8 | - Audio MP3, WAV, eAAC+, AC3, Vorbis, FLAC - Vidéo MP4, H.264, H.263, WebM | - Audio MP3, WAV, eAAC+, AC3, Vorbis, FLAC - Vidéo MP4, H.264, H.263, WebM | - Audio MP3, WAV, eAAC+, AC3, Vorbis, FLAC - Vidéo MP4, H.264, H.263, WebM | | | |
| Connectivité             | - Prise Jack 3,5 mm - A-GPS - Bluetooth v2.1 + EDR - micro USB 2.0 - Wi-Fi IEEE 802.11b/g/n | - Prise Jack 3,5 mm - A-GPS - Bluetooth v2.1 + EDR - micro USB 2.0 - Wi-Fi IEEE 802.11b/g/n - NFC | - Prise Jack 3,5 mm - A-GPS - micro USB 2.0 - NFC - DLNA - USB On-The-Go - MHL - Bluetooth (3.0 activé, compatible 4.0) - Wi-Fi 802.11a/b/g/n                                                                                              | - Prise Jack 3,5 mm - A-GPS - micro USB 2.0 - NFC - DLNA - Bluetooth (3.0 activé, compatible 4.0) - Wi-Fi 802.11a/b/g/n - SlimPort-HDMI | - Prise Jack 3,5 mm - A-GPS - micro USB 2.0 - NFC - DLNA - USB On-The-Go - Bluetooth 4.0 - Wi-Fi 802.11a/b/g/n/ac - SlimPort-HDMI | - Prise Jack 3,5 mm - micro USB 2.0 - NFC - Bluetooth 4.0 - Wi-Fi 802.11a/b/g/n/ac                                                   | - Prise Jack 3,5 mm - micro USB 2.0 Type-C - NFC - Bluetooth 4.0 - Wi-Fi 802.11a/b/g/n/ac                                            | - Prise Jack 3,5 mm - micro USB 2.0 Type-C - NFC - Bluetooth 4.0 - Wi-Fi 802.11a/b/g/n/ac                                            |

## Tablettes

### Nexus 7 (2012)
La Nexus 7, une tablette de 7 pouces fabriquée par Asus, a été dévoilée le 27 juin 2012 durant la conférence Google I/O 2012. La tablette, qui est le premier modèle à tourner sous Android 4.1, met en valeur les contenus multimédias de Google Play comme les films, la musique ou les livres numériques. Ses dimensions et prix la mettent en directe concurrence avec des modèles tels que la Kindle Fire, qui fonctionne avec une version dérivée d'Android, ou l'iPad Mini d'Apple,.

### Nexus 7 (2013)
La nouvelle Nexus 7 (2013), toujours fabriquée par Asus, a été officialisée le 24 juillet 2013 lors d'une conférence organisée par Google. Elle remplace la précédente Nexus 7 (2012) et ses caractéristiques ont été actualisées. Avec son prix attractif, la nouvelle Nexus 7 est l'une des tablettes avec le meilleur rapport qualité/prix de la fin d'année 2013.

### Nexus 9 (2014)
La Nexus 9, une tablette de 8,9 pouces fabriquée par HTC, a été dévoilée fin 2014.
Que choisir (magazine) - à l'occasion de son essai -  juge qu'elle « n’a rien de révolutionnaire.... Son principal intérêt vient de Lollipop (Android 5)... ».

### Nexus 10
La Nexus 10, une tablette de 10 pouces fabriquée par Samsung, a été révélé en fin octobre 2012 par les données EXIF de photos prises par un cadre de Google, accompagné des fuites de son manuel et d'une série de photos. Les photos fuitées révèlent un design similaire à la Samsung Galaxy Note 10.1, une tablette de 10.1 pouces avec une définition de 2560 × 1600, 16 à 32 Go de stockage, Android 4.2 Jelly Bean, et un processeur double-cœur Exynos 5250 à 1,7 GHz. La Nexus 10 devait être dévoilée officiellement durant une conférence de presse Google le 29 octobre 2012 mais l'évènement fut annulé à cause de l'Ouragan Sandy,.

### Tableau de comparaison
| Modèle               | Nexus 7 (2012) | Nexus 10 | Nexus 7 (2013) | Nexus 9 |
| -------------------- | --- | --- | --- | --- |
| Constructeur         | Asus | Samsung | Asus | HTC |
| Nom de code          | Nakasi | Mantaray | Razor | Volantis |
| Date de lancement    | Septembre 2012 | Novembre 2012 | 26 juillet 2013 | 3 novembre 2014 |
| État de Vente        | Arrêté en 2013 | Arrêté en 2014 | Arrêté en 2014 | En cours |
| Image                | | | | |
| Version de base      | Jelly Bean 4.1 | Jelly Bean 4.2 | Jelly Bean 4.3 | Lollipop 5.0 |
| Version actuelle     | Lollipop 5.1.1 | Lollipop 5.1.1 | Marshmallow 6.0.1 | Marshmallow 6.0.1 |
| Réseaux              | - Version Wi-Fi : - oui - Version Wi-Fi + 3G : - GSM/UMTS/HSPA+ (déverrouillé) - GSM/EDGE/GPRS (850, 900, 1800, 1 900 MHz) - 3G (850, 900, 1700, 1900, 2 100 MHz) - HSPA+ 21                                                                                         | - Wi-Fi | - Version Wi-Fi : - oui - Version Wi-Fi + 4G : - GSM/UMTS/HSPA+ (déverrouillé) - GSM/EDGE/GPRS (850, 900, 1800, 1 900 MHz) - 3G (850, 900, 1700, 1900, 2 100 MHz) - 4G LTE (800, 850, 1700, 1800, 1900, 2100, 2 600 MHz) - HSPA+ 21                                           | - Version Wi-Fi : - oui - Version Wi-Fi + 4G : - GSM/UMTS/HSPA+ (déverrouillé) - GSM/EDGE/GPRS (850, 900, 1800, 1 900 MHz) - 3G (850, 900, 1700, 1900, 2 100 MHz) - 4G LTE (800, 850, 1700, 1800, 1900, 2100, 2 600 MHz) - HSPA+ 21                                           |
| Dimensions           | 198,5 × 120 × 10,45 mm | 263,9 × 117,6 × 8,9 mm | 200 × 114 × 8,65 mm | 228,25 × 153,68 × 7,95 mm |
| Poids                | 340 g | 603 g | 290 g (299 g en version 4G LTE) | 425 g (436 g en version 4G LTE) |
| Processeur           | Nvidia Tegra 3 | Samsung Exynos 5250 | Qualcomm Snapdragon S4 Pro | Nvidia Tegra K1 |
| Processeur graphique | GeForce ULP 12 cœurs 416 MHz | ARM Mali-T604 | Adreno 320 400 MHz | Kepler 192 cores |
| Mémoire vive         | 1 Go | 2 Go | 2 Go | 2 Go |
| Espace de stockage   | 8, 16 ou 32 Go | 16 ou 32 Go | 16 ou 32 Go | 16 ou 32 Go |
| Mémoire extensible   | Non | Non | Non | Non |
| Alimentation         | Batterie de 4 325 mAh Li-ion inamovible | Batterie de 9 000 mAh Lithium-polymère inamovible | Batterie de 3 950 mAh Li-ion inamovible | Batterie de 6 700 mAh Li-ion inamovible |
| Caractéristiques     | - Multi-touch Écran capacitif - Accéléromètre - GPS (version Wi-Fi) ouA-GPS (version Wi-Fi + 3G) - Capteur de luminosité - Compas digital - Capteur de proximité - WiFi Hotspot - Wi-Fi Direct - USB tethering - Écran anti-graisse - NFC (Android Beam) - Gyroscope | - Multi-touch Écran capacitif - Accéléromètre - GPS - Capteur de luminosité - Compas digital - Capteur de proximité - WiFi Hotspot - Wi-Fi Direct - USB tethering - Écran anti-graisse - Microphone - Boussole - Gyroscope - Baromètre | - Multi-touch Écran capacitif - Accéléromètre - GPS (version Wi-Fi) ouA-GPS (version Wi-Fi + 4G LTE) - Capteur de luminosité - Compas digital - Capteur de proximité - WiFi Hotspot - Wi-Fi Direct - USB tethering - Écran anti-graisse - NFC (Android Beam) - Gyroscope - Qi | - Multi-touch Écran capacitif - Accéléromètre - GPS (version Wi-Fi) ouA-GPS (version Wi-Fi + 4G LTE) - Capteur de luminosité - Compas digital - Capteur de proximité - WiFi Hotspot - Wi-Fi Direct - USB tethering - Écran anti-graisse - NFC (Android Beam) - Gyroscope - Qi |
| Écran                | 7 pouces 1 280 × 800 px | 10 pouces 2 560 × 1 600 px | 7 pouces 1 920 × 1 200 px | 8,9 pouces 2 048 × 1 536 px |
| Caméra arrière       | non | - 5 mégapixels - flash LED | - 5 mégapixels | - 8 mégapixels - flash LED |
| Caméra frontale      | 1.2 mégapixels | 1.9 mégapixels | 1.2 mégapixels | 1.6 mégapixels |
| Formats supportés    | - Audio MP3, WAV, eAAC+, AC3, Vorbis, FLAC - Vidéo MP4, H.264, H.263, WebM | - Audio MP3, WAV, eAAC+, AC3, Vorbis, FLAC - Vidéo MP4, H.264, H.263, WebM | - Audio MP3, WAV, eAAC+, AC3, Vorbis, FLAC - Vidéo MP4, H.264, H.263, WebM | - Audio MP3, WAV, eAAC+, AC3, Vorbis, FLAC - Vidéo MP4, H.264, H.263, WebM |
| Connectivité         | - Prise Jack 3,5 mm - A-GPS - micro USB 2.0 - Wi-Fi IEEE 802.11b/g/n - NFC - USB On-The-Go - Bluetooth (3.0 activé, compatible 4.0) | - Prise Jack 3,5 mm - A-GPS - micro USB 2.0 - micro HDMI - Wi-Fi IEEE 802.11b/g/n - USB On-The-Go - Bluetooth (3.0 activé, compatible 4.0)                                                                                             | - Prise Jack 3,5 mm - A-GPS - micro USB 2.0 - Wi-Fi IEEE 802.11b/g/n - NFC - USB On-The-Go - Bluetooth (4.0) | - Prise Jack 3,5 mm - A-GPS - micro USB 2.0 - Wi-Fi IEEE 802.11b/g/n - NFC - USB On-The-Go - Bluetooth (4.0) |

## Lecteur multimédia

### Nexus Q
Le Nexus Q est un appareil de diffusion de contenu média en streaming qui fonctionne sous Android Ice Cream Sandwich et qui est intégré au Google Play, pour être vendu à 299 $ aux États-Unis.
Après des plaintes pour un manque de possibilités malgré le prix très élevé (l'Apple TV proposait plus pour trois fois moins cher), la commercialisation du Nexus Q a été suspendue de façon indéterminée puis annulée début 2013. Google lança depuis le Chromecast, une clé USB/HDMI permettant le streaming vidéo et la navigation internet sur télévision, au prix abordable de 35 €.

### Nexus Player
Le Nexus Player est un autre appareil de diffusion de contenu média en streaming créé conjointement par Google et Asus. C'est le premier appareil utilisant Android TV. Il a été dévoilé le 15 octobre 2014.
Caractéristiques techniques :
- Processeur Intel Atom Silvermont à 1,8 GHz
- Processeur graphique PowerVR Series 6
- Wifi 802.11ac 2x2 (MIMO)
- Sortie HDMI
- Télécommande
- Manette de jeu (vendue séparément)[34]

Il est disponible aux États-Unis à partir du 3 novembre 2014 au prix de 99 dollars, la manette de jeu coute 39 dollars.

## Fonctionnalités matérielles spécifiques
Google a introduit, depuis KitKat, des fonctionnalités supplémentaires à Android uniquement compatibles avec certains appareils. Ce type de fonctionnalités se trouve généralement sur les systèmes d'exploitation concurrent. C'est le cas par exemple d'iOS dont une grande partie des fonctionnalités de chaque nouvelle version est uniquement réservée aux dernières générations d'appareils Apple. 

Le tableau suivant récapitule ces fonctionnalités pour les appareils Nexus (pour plus de lisibilité, ce tableau n'inclut pas les appareils non compatibles avec KitKat, ils ne sont, de toute manière, compatibles avec aucune fonctionnalité).
| Fonctionnalités                       | Nexus 7 (2012) | Nexus 4 | Nexus 10 | Nexus 7 (2013) | Nexus 5 | Nexus 6 | Nexus 9 | Nexus 5X                 | Nexus 6P                 |
| ------------------------------------- | -------------- | ------- | -------- | -------------- | ------- | ------- | ------- | ------------------------ | ------------------------ |
| KK : GEL & OK Google (préinstallé)    | Non            | Non     | Non      | Non            | Oui     | Oui     | Oui     | Oui                      | Oui                      |
| KK : Capteurs à faible puissance      | Non            | Non     | Non      | Non            | Oui     | Oui     | Oui     | Oui (Android Sensor Hub) | Oui (Android Sensor Hub) |
| KK : HDR+                             | Non            | Non     | Non      | Non            | Oui     | Oui     | Oui     | Oui                      | Oui                      |
| LP : Android en 64-bits               | Non            | Non     | Non      | Non            | Non     | Non     | Oui     | Oui                      | Oui                      |
| LP : OK Google, écran éteint          | Non            | Non     | Non      | Non            | Non     | Oui     | Oui     | Oui                      | Oui                      |
| LP : Ambient Display                  | Non            | Non     | Non      | Non            | Non     | Oui     | Non     | Oui                      | Oui                      |
| LP : Double Tap To Wake               | Non            | Non     | Non      | Non            | Non     | Non     | Oui     | Non                      | Non                      |
| MM : Mode sRGB                        | Non            | Non     | Non      | Non            | Non     | Non     | Non     | Non                      | Oui                      |
| MM : Double Tap Power - raccourci APN | Non            | Non     | Non      | Oui            | Oui     | Oui     | Oui     | Oui                      | Oui                      |

### Source
- (en) Cet article est partiellement ou en totalité issu de l’article de Wikipédia en anglais intitulé « Google Nexus » (voir la liste des auteurs).